# اوزونا (فلوریدا)
اوزونا (به انگلیسی: Ozona) یک منطقهٔ مسکونی در ایالات متحده آمریکا است که در شهرستان پاینلاس، فلوریدا واقع شده‌است. اوزونا ۳٫۰۵ متر بالاتر از سطح دریا قرار دارد.